# مايلز ألين
مايلز ألين (بالإنجليزية: Myles Allen) هو أكاديمي بريطاني، ولد في القرن العشرين.